# Union Ganymed
Die Union Ganymed ist die Fachgewerkschaft der Hotel-, Restaurant- und Café-Angestellten im Christlichen Gewerkschaftsbund. Benannt ist sie nach Ganymed aus der griechischen Mythologie, dem Mundschenk der Götter.
Die Gewerkschaft hat wohl 1999 bei McDonald’s in Brandenburg einen Haustarifvertrag abgeschlossen, der allerdings von der Gewerkschaft Nahrung-Genuss-Gaststätten angegriffen wurde. Bei der Großbäckerei Schwarz in Lindenberg im Allgäu hat die Union Ganymed bei den Betriebsratswahlen im April 2004 acht der neun Betriebsratssitze errungen.